# Tillycairn Castle
Tillycairn Castle ist eine restaurierte Niederungsburg (Tower House) mit L-förmigem Grundriss aus dem 16. Jahrhundert. Es liegt etwa 3,2 km südöstlich von Cluny in der schottischen Council Area Aberdeenshire auf einer Anhöhe.

## Geschichte
Vermutlich wurde die Burg auf Geheiß von Matthew Lumsden 1542, nach den Plünderungen des Clan Strachan von Lynturk im Zuge der Fehde zwischen dem Clan Gordon und dem Clan Forbes, befestigt. 1672, als der letzte der Familie Lumsden verstorben war, fiel die Burg an Thomas Burnett aus Sauchen. Danach gab es Verbindungen zwischen Tillycairn Castle und dem Clan Forbes, bis es Anfang des 18. Jahrhunderts an die Gordons fiel.
1722 war die Burg zu einer Ruine verfallen, aber David Lumsden, der sie 1973 vom Anwesen Cluny erwarb, ließ sie 1980–1984 unter der Aufsicht des Architekten Ian Begg wieder restaurieren.

## Beschreibung
Das vierstöckige Tower House ist klein mit dicken Mauern, die im unteren Teil aus großen Felsbrocken gebaut wurden. Es hat gerundete Ecken und alle bis auf einen Giebel sind mit Ecktürmchen versehen. Im Innenwinkel gibt es einen halbrunden Treppenturm mit einem Caphouse aus Werkstein. Der Haupteingang liegt neben dem Treppenturm. Einst gab eine Brüstung an der Westseite des Anbaus. An der Dachkante ist das Tower House mit Konsolen versehen. Der Anbau ist fünf Stockwerke hoch.
Innen ist das Erdgeschoss in drei Räume mit Gewölbedecken aufgeteilt; einer davon ist die Küche mit einem großen, mit Bogen versehenen Herd. Der Rittersaal füllt das gesamte 1. Obergeschoss aus. Er hat einen schönen, offenen Kamin und ein Waschbecken mit Ablauf. Oberhalb des offenen Kamins liegt ein sogenannter Laird’s Lug, eine Geheimkammer, in der der Laird im Verborgenen den Gesprächen im Rittersaal lauschen konnte. Die Schlafkammern befanden sich in den oberen Geschossen.
Historic Scotland hat Tillycairn Castle als historisches Bauwerk der Kategorie A gelistet.